# Chesley Bonestell
Chesley Knight Bonestell Jr. (São Francisco, Califórnia, 1 de janeiro de 1888 — Carmel, Califórnia, 11 de junho de 1986) foi um pintor, designer e ilustrador americano. Suas pinturas inspiraram o programa espacial americano e foram (e permanecem) influentes na arte e na ilustração de ficção científica. Criador pioneiro da arte astronômica, juntamente com o artista-astrônomo francês Lucien Rudaux, Bonestell foi apelidado de "Pai da arte espacial moderna".